# Duncan Mackenzie
Duncan Mackenzie (1861 – 1934) è stato un archeologo britannico, autore di alcune spettacolari ricerche archeologiche del XX secolo.
Nato in una famiglia povera nella contea di Ross, studiò filosofia all'università di Edimburgo ed ottenne il PhD in archeologia classica a Vienna.
Operò nel Mediterraneo occidentale a cavallo tra l´Ottocento e il Novecento, conducendo varie indagini, tra cui quelle di Phylakopi a Milo e Cnosso a Creta. Condusse quattro campagne di scavo in Sardegna, tra il 1906 e il 1909, interessandosi ai suoi aspetti preistorici. 
Tra queste campagne, si ricorda quella del 1908 nel centro Sardegna, a Borore, dove Duncan Mackenzie curò il rilievo della tomba dei giganti di Imbertighe.

## Opere
- Cretan Palaces and the Aegean Civilization, in The Annual of the British School at Athens Vol. 11 (1904/1905), pp. 181-223, British School at Athens, 1905
- The dolmens, Tomb of the Giants, and Nuraghi of Sardinia (I dolmen, le tombe di giganti e i nuraghi della Sardegna), Papers of the British School at Rome, vol. V, 2, London, 1910
- Dolmens and Nuraghi of Sardinia (I dolmen e i nuraghi della Sardegna), P.B.S.R., vol. VI, London, 1913